# Alfonso Lorenzo
Alfonso Lorenzo (né et mort à des dates inconnues) est un joueur de football argentin qui évoluait au poste de milieu de terrain.

## Biographie
On sait peu de choses sur sa carrière sauf qu'il évolue durant sa carrière dans le club du championnat argentin du Barracas Central Buenos Aires lorsqu'il est convoqué par le sélectionneur italien de l'équipe d'Argentine Felipe Pascucci pour participer avec 18 autres joueurs à la coupe du monde 1934 en Italie.
Lors du mondial, l'Argentine est éliminée au 1er tour de la compétition par la Suède 3-2 (buts de Belis et de Galateo) en huitième-de-finale.